# Regionalwissenschaften
Die Regionalwissenschaften oder Regionalstudien (seltener: Arealwissenschaften; englisch area studies) beschäftigen sich mit Gesellschaft, Kultur und Geschichte jeweils einer bestimmten Weltregion sowie ihren Sprachen, deren zugehörigen Literaturen und linguistischer Analyse. Zudem spielt die aktuelle Politik eine nicht unbedeutende Rolle. Regionalwissenschaften sind also insgesamt von starker Interdisziplinarität geprägt und lassen sich übergeordnet den Kulturwissenschaften zurechnen.
Bedeutende Regionalwissenschaften, die an zahlreichen Universitäten als eigenständige Studienfächer angeboten werden, sind beispielsweise Sinologie, Japanologie, Indologie, Lateinamerikanistik, Taiwanologie, Vietnamistik, Ostasienwissenschaften, Afrikastudien, Koreanistik oder Skandinavistik. Im Studium nimmt der Spracherwerb regelmäßig eine wichtige Stellung ein. Studien, bei denen verschiedene Weltregionen vergleichend betrachtet werden, bezeichnet man als Vergleichende Regionalforschung (englisch: Comparative Area Studies).
Davon zu unterscheiden sind die Philologien, wie beispielsweise Anglistik, die sich speziell mit der englischen Sprache und Literatur befasst, während es sich bei der Amerikanistik um eine eigentliche Regionalwissenschaft handelt.